# Elizabeth Arévalo
Elizabeth Arévalo Pakarati (Rapa Nui, 16 de enero de 1972) es una política chilena. Desde 2024, es alcaldesa de Isla de Pascua, siendo la tercera mujer en asumir el cargo tras Luz Zasso y Lucía Tucki.

## Biografía
Nacida en Isla de Pascua, Arévalo se relocalizó con su familia en Francia "cuando era un bebé" y regresó en 1994 con el título de contadora pública.
En su regreso, ejerció inicialmente de guía turística y en 2018 fue elegida con la primera mayoría como consejera regional de Valparaíso con un 30,02 % de los votos, representando a Evópoli. En 2021, fue reelegida en el cargo nuevamente con la primera mayoría (39,69%).
En las elecciones municipales de 2024, postuló a la alcaldía de Isla de Pascua como independiente y fue elegida con el 35,96% de los votos válidamente emitidos.
En marzo de 2025, presentó junto a las concejalas Moiko Jara Pate, Ivonne Nahoe y Javiera Hucke Lira, un requerimiento contra Pedro Edmunds Paoa, su antecesor en el cargo, por "notable abandono de deberes y faltas a la probidad administrativa" ante el Tribunal Electoral Regional de Valparaíso.
En junio de 2025, reabrió el Servicio Nacional de la Mujer y la Equidad de Género en Rapa Nui tras cuatro años de cierre.